# Victor Pasmore
Edwin John Victor Pasmore, (3 de diciembre de 1908, Chelsham, Gran Bretaña  – 23 de enero de 1998, La Valeta, Malta) fue un artista y arquitecto británico, pionero en el desarrollo del arte abstracto en Gran Bretaña durante las décadas de 1940 y 1950.

## Comienzos
Pasmore nace en Chelsham, Surrey, el 3 de diciembre de 1908. Estudia en la Summer Fields School en Oxford y en Harrow en el sector oeste de Londres, pero al fallecer su padre en 1927 debe comenzar a trabajar como auxiliar administrativo en el London County Council. Estudia pintura a tiempo parcial en la Central School of Art y se involucra en la creación de la Euston Road School. Luego de experimentar con el arte abstracto, Pasmore trabaja durante algún tiempo con un estilo figurativo lírico, pinta vistas del río Támesis desde Hammersmith en un estilo similar al de Turner y Whistler.

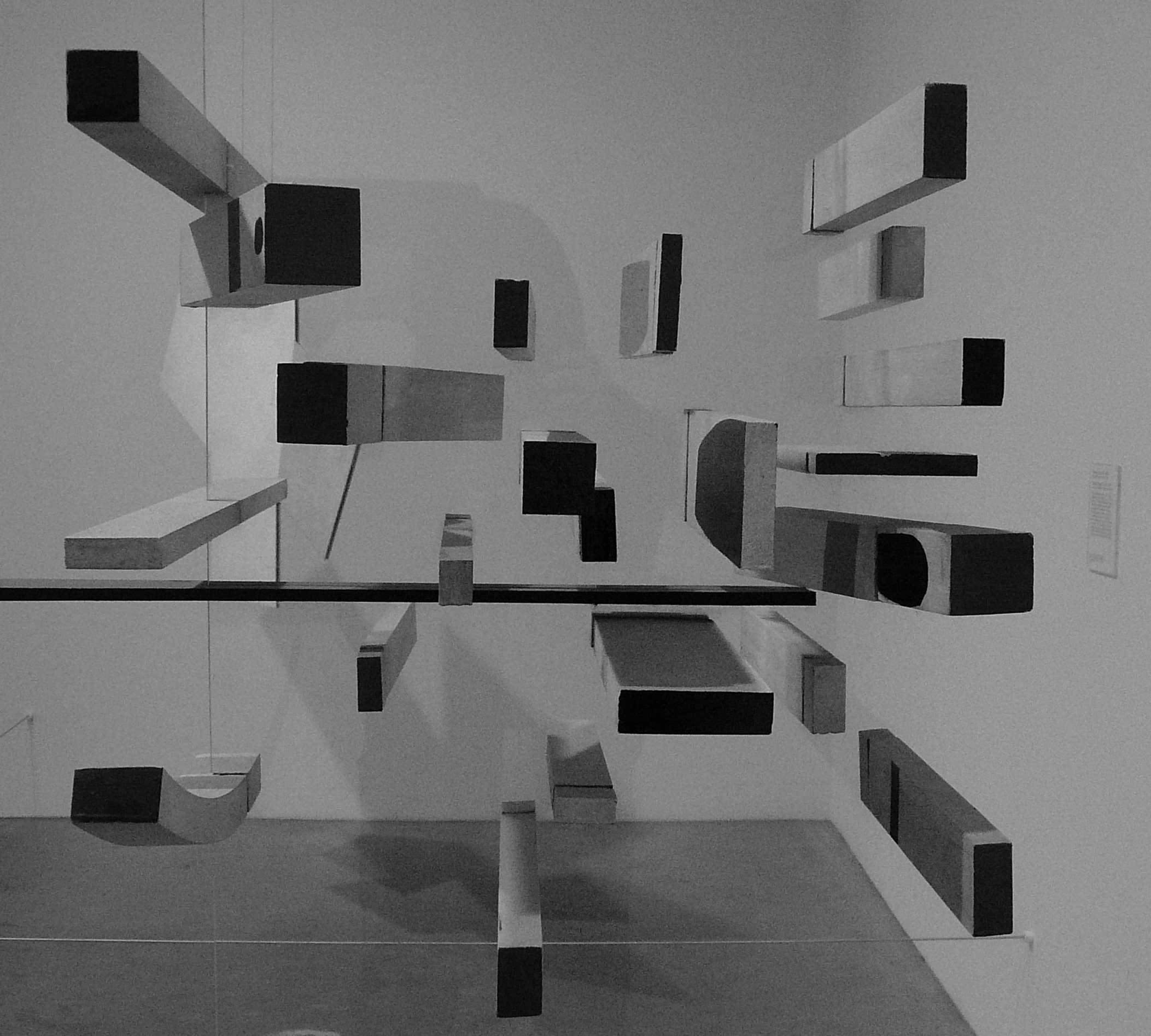
Arte abstracto por Pasmore.

Durante la Segunda Guerra Mundial, Pasmore se declaró objetor de conciencia. Habiendo sido rechazada su objeción por el Tribunal Local, fue llamado al servicio militar en  1942. Cuando rechazó recibir órdenes, un tribunal militar le condenó a la pena de 123 días de cárcel. Sin embargo, la sentencia le permitió recurrir al Tribunal de Apelaciones en Edinburgo, que le concedió la excepción incondicional para el servicio militar.

## Carrera artística

### Periodo figurativo: 1927–1947
Una de sus primeras exhibiciones la realiza en la galería Zwemmer de Londres en 1934, en sus obras se aprecia la influencia de Monet y Cézanne.

### La ruptura en la abstracción (1948-1954)
Su ruptura hacia el arte abstracto fue inspirada por los artistas Piet Mondrian y Paul Klee. Los escritos de ellos presentan la naturaleza y la creación de una armonía dinámica en el arte que representaba la armonía futura de la sociedad.
A partir de 1947, desarrolló un estilo puramente abstracto bajo la influencia de Ben Nicholson y otros artistas asociados con Circle, convirtiéndose en una figura pionera del renacimiento del interés por el constructivismo en Gran Bretaña después de la guerra. El trabajo abstracto de Pasmore, a menudo en el collage y la construcción de relieves, fue pionero en el uso de nuevos materiales y, a veces, fue a gran escala arquitectónica. Herbert Read describió el nuevo estilo de Pasmore como "El evento más revolucionario en el arte británico de la posguerra".
En 1950, se le encargó el diseño de un mural abstracto para un depósito de autobuses en Kingston upon Thames y al año siguiente, Pasmore contribuyó con un mural al Festival de Gran Bretaña que promovió a varios de los constructivistas británicos.
Pasmore apoyó a su compañero artista Richard Hamilton, le dio un trabajo de maestro en Newcastle y contribuyó con una estructura constructivista a la exposición "This Is Tomorrow" en colaboración con Ernő Goldfinger y Helen Phillips. Pasmore fue el encargado de hacer un mural para el nuevo Centro Cívico de Newcastle. Su interés en la síntesis del arte y la arquitectura recibió impulso al ser nombrado Director Consultor de Diseño Arquitectónico de la corporación de desarrollo Peterlee en 1955. Las decisiones de Pasmore en esta área resultaron polémicas; la pieza central del diseño de la ciudad se convirtió en una estructura artística abstracta de su diseño, el Pabellón de Apolo. La estructura se convirtió en el foco de la crítica local sobre los fracasos de la Corporación de Desarrollo, pero Pasmore siguió siendo un defensor de su trabajo, y regresó a la ciudad para enfrentar a los críticos del Pabellón en una reunión pública en 1982.